# Seven de Estados Unidos 2016
El Seven de Estados Unidos de 2016 fue la decimotercera edición del torneo estadounidense de rugby 7, fue el quinto torneo de la temporada 2015-16 de la Serie Mundial Masculina de Rugby 7.
Se disputó en la instalaciones del Sam Boyd Stadium de Las Vegas, Nevada.

## Fase de grupos

### Grupo A
| Equipo        | Encuentros | Encuentros | Encuentros | Encuentros | Tantos  | Tantos    | Tantos     | Puntos |
| Equipo        | jugados    | ganados    | empatados  | perdidos   | a favor | en contra | diferencia | Puntos |
| ------------- | ---------- | ---------- | ---------- | ---------- | ------- | --------- | ---------- | ------ |
| Kenia         | 3          | 3          | 0          | 0          | 84      | 21        | +63        | 9      |
| Nueva Zelanda | 3          | 2          | 0          | 1          | 80      | 29        | +51        | 7      |
| Rusia         | 3          | 1          | 0          | 2          | 52      | 62        | –10        | 5      |
| Portugal      | 3          | 0          | 0          | 3          | 7       | 111       | –104       | 3      |

Nota: Se otorgan 3 puntos al equipo que gane un partido, 2 al que empate y 1 al que pierda

### Grupo B
| Equipo     | Encuentros | Encuentros | Encuentros | Encuentros | Tantos  | Tantos    | Tantos     | Puntos |
| Equipo     | jugados    | ganados    | empatados  | perdidos   | a favor | en contra | diferencia | Puntos |
| ---------- | ---------- | ---------- | ---------- | ---------- | ------- | --------- | ---------- | ------ |
| Australia  | 3          | 3          | 0          | 0          | 97      | 12        | +85        | 9      |
| Japón      | 3          | 1          | 1          | 1          | 50      | 73        | –23        | 6      |
| Escocia    | 3          | 1          | 0          | 2          | 43      | 66        | –23        | 5      |
| Inglaterra | 3          | 0          | 1          | 2          | 40      | 79        | –39        | 4      |

### Grupo C
| Equipo    | Encuentros | Encuentros | Encuentros | Encuentros | Tantos  | Tantos    | Tantos     | Puntos |
| Equipo    | jugados    | ganados    | empatados  | perdidos   | a favor | en contra | diferencia | Puntos |
| --------- | ---------- | ---------- | ---------- | ---------- | ------- | --------- | ---------- | ------ |
| Fiyi      | 3          | 2          | 0          | 1          | 81      | 52        | +29        | 7      |
| Argentina | 3          | 2          | 0          | 1          | 63      | 34        | +29        | 7      |
| Francia   | 3          | 1          | 0          | 2          | 50      | 85        | –35        | 5      |
| Samoa     | 3          | 1          | 0          | 2          | 57      | 80        | –23        | 5      |

### Grupo D
| Equipo         | Encuentros | Encuentros | Encuentros | Encuentros | Tantos  | Tantos    | Tantos     | Puntos |
| Equipo         | jugados    | ganados    | empatados  | perdidos   | a favor | en contra | diferencia | Puntos |
| -------------- | ---------- | ---------- | ---------- | ---------- | ------- | --------- | ---------- | ------ |
| Sudáfrica      | 3          | 3          | 0          | 0          | 98      | 14        | +84        | 9      |
| Estados Unidos | 3          | 1          | 1          | 1          | 45      | 67        | –22        | 6      |
| Gales          | 3          | 1          | 0          | 2          | 36      | 65        | –29        | 5      |
| Canadá         | 3          | 0          | 1          | 2          | 43      | 76        | –33        | 4      |

## Fase Final

### Cuartos de final
| 5 de marzo | Kenia | 14 - 26 | Estados Unidos |  |  |

| 5 de marzo | Fiyi | 43 - 7 | Japón |  |  |

| 5 de marzo | Sudáfrica | 14 - 7 | Nueva Zelanda |  |  |

| 5 de marzo | Australia | 26 - 12 | Argentina |  |  |

### Semifinal
| 6 de marzo | Estados Unidos | 14 - 21 | Fiyi |  |  |

| 6 de marzo | Sudáfrica | 12 - 14 | Australia |  |  |

### Final
| 6 de marzo | Fiyi | 21 - 15 | Australia |  |  |

| Bandera de Fiyi        |
| Campeón Fiyi           |
| 2º título del circuito |